# Joey Baio
 (juillet 2019).
Si vous disposez d'ouvrages ou d'articles de référence ou si vous connaissez des sites web de qualité traitant du thème abordé ici, merci de compléter l'article en donnant les références utiles à sa vérifiabilité et en les liant à la section « Notes et références ».
 (juillet 2019).
Pour les articles homonymes, voir Scott Baio.
Joey Baio est un acteur américain né le 24 juillet 1953 à Brooklyn à New York (États-Unis).

## Filmographie

### comme acteur
- 1956 : The Edge of Night
- 1966 : The Hero
- 1967 : The Monkees